# Долгов, Виктор Тихонович
Виктор Тихонович Долгов (1922 — 1998) — советский учёный в области создания специальной связи, телеметрии и радиоэлектроники для ракетно-космических систем и искусственных спутников Земли, доктор технических наук (1970), профессор (1971), генерал-майор (1975). Лауреат Ленинской (1961) и двух Государственных премий СССР (1970 и 1971).

## Биография
Родился 25 октября 1922 года в посёлке Гротовские шахты, Рязанской губернии.

### Образование и участие в Великой Отечественной войне
С 1940 по 1941 и с 1943 по 1946 год обучался Московском электротехническом институте связи. С 1941 по 1943 год в период Великой Отечественной войны работал в Московской городской радиотрансляционной сети в должности старшего техника автоматических подстанций .

### В НИИ-4 и участие в Космической программе
С 1946 по 1982 год на научно-исследовательской работе в  НИИ-4 МО СССР на должностях: младший научный сотрудник, с 1950 по 1952 год — научный сотрудник и помощник ведущего инженера отдела, с 1952 по 1954 год — 
старший научный сотрудник и с 1954 по 1957  год — руководитель лаборатории,
с 1957 по 1958 год — заместитель начальника и с 1958 по 1960 год — начальник отдела, с 1960 по 1964 год — заместитель начальника НИИ-4 МО СССР по специальности и одновременно в 1961 году ему было присвоено учёное звание — старший научный сотрудник. С 1964 по 1969 год — начальник 2-го управления и с 1969 по 1982 год — заместитель начальника этого института по системам связи и боевого управления. 
В 1957 году В. Т. Долгов участвовал в создании автоматизированного контрольно-измерительного и полигонного наземного измерительного комплексов НИИП № 5 МО СССР (Космодром Байконур). В. Т. Долгов был участником разработки телеметрии и специальной связи для определения выхода космических ракет, космических кораблей и спутников Земли на заданную орбиту, определения точного прогнозирования их полёта, вычисления по данным этих измерений координат и параметров облёта Луны, возвращения к Земле и  приземления корабля-спутника. В. Т. Долгов занимался технической подготовкой измерительных средств НИИП № 5 МО СССР при запусках ракет на Луну и вокруг Луны и космических кораблей-спутников Земли, в том числе в 1957 году  в запуске Первого в Мире искусственного спутника Земли и в 1961 году Первого пилотируемого космического корабля «Восток» с человеком на борту.
В 1961 году Постановлением ЦК КПСС и СМ СССР «За разработку автоматического измерительного комплекса для оперативного определения выхода космических ракет и космических кораблей спутников Земли на заданную орбиту и точное прогнозирование их полета; обеспечение высокой точности приземления корабля-спутника; техническую подготовку измерительных средств полигона к запуску ракет на Луну и вокруг Луны и космических кораблей-спутников Земли; вычисление по данным измерений координат падения, параметров облета Луны и возвращения к Земле» В. Т. Долгов был удостоен Ленинской премии.
В 1970 году «За разработку, освоение серийного производства, ввод в эксплуатацию аппаратуры звеньев автоматизированной системы управления РВСН и отработку методов боевого управления на основе использования системы радиотелеметрии "Сигнал"», в 1971 году  «За комплекс работ по исследованию, разработке и созданию системы связи для РВСН» В. Т. Долгов был дважды удостоен Государственной премии СССР.
В 1970 году В. Т. Долгову было присвоено учёное звание доктор технических наук, а в 1971 году Приказом ВАК СССР учёного звания — профессор. В 1975 году Постановлением СМ СССР В. Т. Долгову было присвоено воинское звание генерал-майор. 
С 1982 года в отставке.
Скончался 26 октября 1998 года в Москве, похоронен на Невзоровском кладбище Московской области.

## Награды
- Орден Трудового Красного Знамени (1975)
- два Ордена Красной Звезды (1957, 1968)

### Премия
- Ленинская премия (1961)
- две Государственной премии СССР (1970, 1971)[2][1][4]